# Leopold Müller (Bauingenieur)

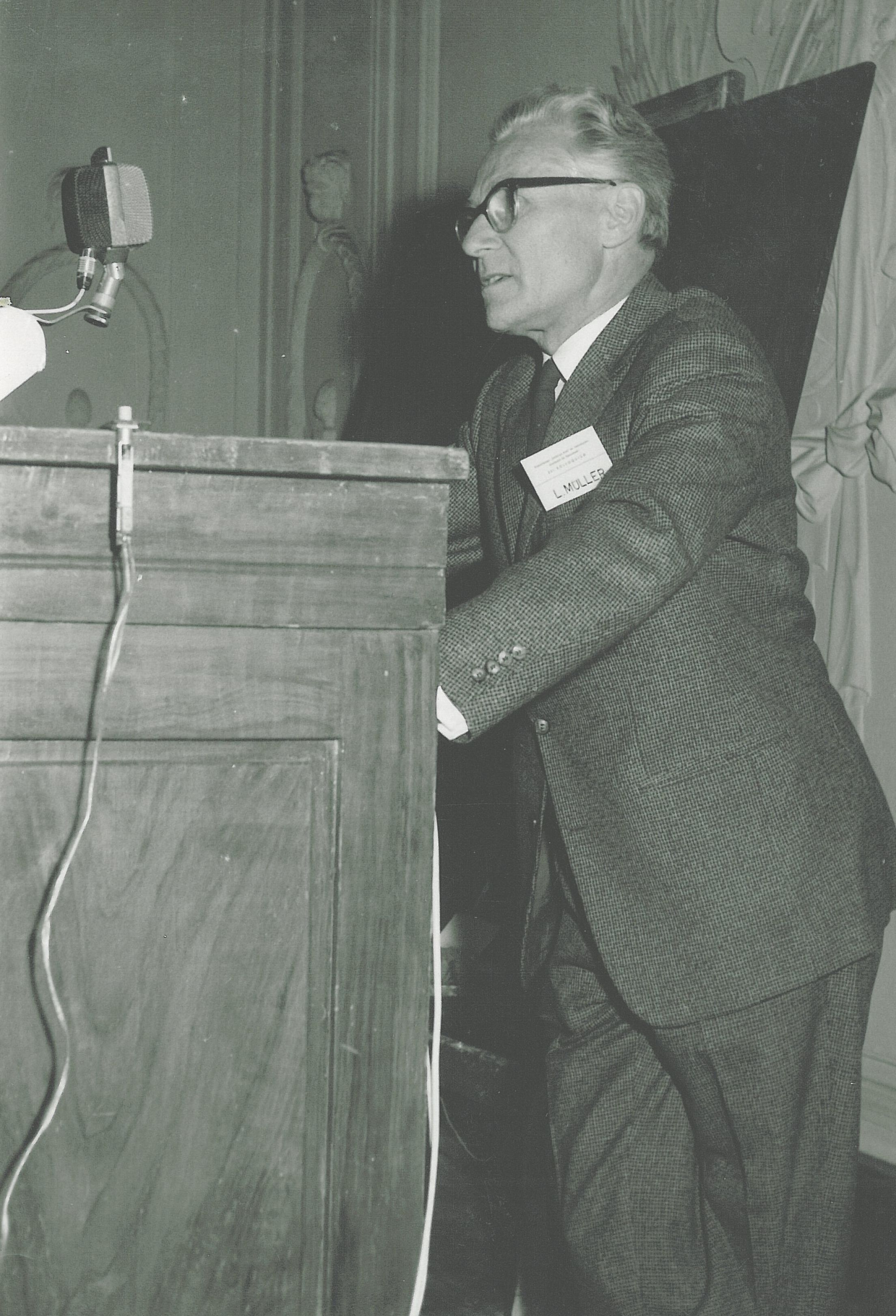
Leopold Müller beim Geomechanik Kolloquium 1966 in Salzburg

Leopold Müller, auch Leopold Müller-Salzburg, (* 9. Jänner 1908 in Salzburg; † 1. August 1988 ebenda) war ein österreichischer Bauingenieur. Als Planer und Berater sowie als Hochschullehrer in Karlsruhe war er ein Pionier der Felsmechanik, des Tunnelbaus und der Ingenieurgeologie und entwickelte unter anderem die Neue Österreichische Tunnelbauweise mit. Müller war Träger zahlreicher hoher Auszeichnungen.

## Leben und beruflicher Werdegang
Nach Kindheit und Jugend in Salzburg maturierte Leopold Müller gemeinsam mit Herbert von Karajan 1926 am dortigen Akademischen Gymnasium. Karajan studierte anschließend an der Technischen Hochschule in Wien Ingenieurwissenschaften und Müller dort ab dem Wintersemester 1926/27 Bauingenieurwesen. Daneben begann er Pauke und Schlagzeug an der Wiener Akademie für Musik und darstellende Kunst zu studieren. Zeitweise spielte er auch Pauke bei den Wiener Philharmonikern und verdingte sich als Stummfilmpianist in Kinos. Während Karajan bald darauf an die Wiener Akademie für Musik und darstellende Kunst wechselte, um Dirigent zu werden, blieb Leopold Müller beim Ingenieurstudium.
Im März 1932 bestand Müller die zweite Staatsprüfung an der Fakultät für Bauingenieurwesen mit Auszeichnung. Da er anschließend keine Arbeit, nicht einmal eine unbezahlte Volontärstelle, finden konnte, bewarb er sich bei Josef Stini, seinem Professor für Ingenieurgeologie, um ein Thema für eine Promotion. Bereits im Juli 1933 legte er unter dem Titel Untersuchungen über statistische Kluftmessung die ihm übertragene Arbeit vor. Nach dem ebenfalls mit Auszeichnung bestandenen Rigorosum wurde ihm von der Technischen Hochschule der Titel und die Würde eines Doktors der technischen Wissenschaften verliehen.
Es folgte eine Periode in Müllers Vita, die er selbst als seine „Lehr- und Wanderjahre“ bezeichnete. Er war tätig bei unterschiedlichsten Projekten des Straßen- und Tunnelbaus, wo er vom Hilfsbauleiter bis zum Bauführer aufstieg. Unter diesen Projekten befinden sich die Großglockner-Hochalpenstraße und anschließend von 1935 bis 1945 (als Bauleiter bei Polensky & Zöllner) der Bau der Autobahn München–Salzburg im Abschnitt Irschenberg–Weyarn, die Kehlsteinstraße und zahlreiche Kriegsbauten auf den englischen Kanalinseln und in Norwegen. Nach dem Zweiten Weltkrieg war er bis 1948 beim Bau der Kraftwerksgruppe Kaprun tätig.
Danach erhielt er die Zulassung als Zivilingenieur und gründete ein Ingenieurbüro für Geologie und Bauwesen in Salzburg. Zu den herausragenden Projekten dieses Ingenieurbüros zählen die Sanierung der Festung Hohensalzburg und des Herkules-Bauwerkes in Kassel, der Bau der Talsperren Sarobi (Afghanistan) und Kurobe (Japan), der Entwurf des Eisenbahntunnels in Schwaikheim (Deutschland), und die Untersuchungen für die Ursachen der Talsperrenkatastrophe von Vajont (Italien). In diese Jahre fällt auch der Aufbau des Salzburger Kreises von Stini-Schülern, die Gründung des Geomechanischen Kolloquiums 1951, des Unternehmens Internationale Versuchsanstalt für Fels in Salzburg 1961 (heute Interfels GmbH), der Internationalen Gesellschaft für Felsmechanik (ISRM, heute in Lissabon ansässig) 1962 und der Österreichischen Gesellschaft für Geomechanik (ÖGG) 1968. Damit wurde Salzburg – neben Leoben – ein österreichisches Zentrum der Montanistik (Österreichische Schule der Felsmechanik).
Auf Initiative von Hans Leussink wurde Müller 1965 an die Universität Karlsruhe berufen, wo er Leiter der Abteilung für Felsmechanik am Institut für Bodenmechanik und Felsmechanik wurde. Dank großzügiger Förderung durch die Deutsche Forschungsgemeinschaft (DFG) konnte dort ein Sonderforschungsbereich Felsmechanik eingerichtet werden, in dem Müllers wissenschaftliche Ziele umgesetzt und eine große Zahl junger Bauingenieure und Geologen zur Promotion geführt werden konnten. Sein Wissen gab er zudem vielerorts in mehr als 300 Vorträgen und Gastvorlesungen in den USA, in Italien, Japan und China weiter.
Neben seiner Tätigkeit als Hochschullehrer war Müller weiterhin weltweit als Berater für zahlreiche Wasserkraftwerke und Tunnelprojekte aktiv. Zu erwähnen sind die Pumpspeicherwerke PSW Vianden (Luxemburg) und Waldeck II (Nordhessen) sowie die Wasserkraftwerke Rapel (Chile) und Tarbela (Pakistan), ferner etliche U-Bahn-Tunnel in Frankfurt, Nürnberg, München, Bochum und Dortmund.
Nach seinem altersbedingten Ausscheiden aus der Universität Karlsruhe übernahm er ab 1977 eine Honorarprofessur für Geotechnik und Felsbau an der Universität Salzburg, wo er bis 1983 Vorlesungen über Geomechanik, Tunnelbau und Felsmechanik hielt. Vor allem nutzte er den Ruhestand, um an seinem mehrbändigen Lehrbuch zu arbeiten. Mitten in dieser Arbeit starb er am 1. August 1988 in seiner Heimatstadt und ruht auf dem dortigen Kommunalfriedhof.
Müller setzte sich auch für den Denkmalschutz in Salzburg ein und verhinderte mit seinem Freund Hans Sedlmayr den Abriss von rund 400 alten Bürgerhäusern in der Getreidegasse und Judengasse und die Bebauung des Kurgartens. Er war Mitgründer von drei Schulen (Freie Waldorfschule Chiemgau in Prien am Chiemsee, Rudolf-Steiner-Schule Salzburg, Werkschulheim Felbertal).

## Bedeutung
Auf Müllers Anregung geht 1951 die Gründung einer Arbeitsgemeinschaft für Geomechanik zurück, in der Absicht, in interdisziplinärer Zusammenarbeit von Geologen, Geophysikern, Bauingenieuren und Bergbauingenieuren Probleme der Bautechnik und des Bergbaus anzugehen, die von einem Einzelnen nicht bewältigt werden konnten. Aus diesen Anfängen, der auch als „Salzburger Kreis“ bezeichnet wurde, entwickelte sich die Internationale Gesellschaft für Felsmechanik (ISRM), deren erster Präsident Müller von 1962 bis 1966 war. 1968 wurde die Österreichische Gesellschaft für Geomechanik (ÖGG) als nationale Gesellschaft der ISRM gegründet, deren Aufgaben die Förderung der wissenschaftlichen Erforschung des Baugrundes und dessen Verhalten sind. Ihr erster Vorsitzender war Müller bis 1975.
Im Laufe seiner beruflichen Tätigkeit machte er mehrere Erfindungen, worunter die Entwicklung einer Fernsehsonde zur Untersuchung von Bohrlöchern herausragt (DE 1068196 vom 1. Januar 1957). Mit dieser Sonde war es möglich, die Raumstellung von Klüften im Gebirge zu bestimmen, was insbesondere bei der Vorerkundung untertägiger Bauwerke wichtig ist. Die berühmteste Entwicklung, die er gemeinsam mit Franz Pacher und Ladislaus von Rabcewicz vorantrieb, war die Etablierung einer neuen Tunnelbaumethode, die als Neue Österreichische Tunnelbauweise (NÖT/NAT) bezeichnet wird.
Müller veröffentlichte über 200 wissenschaftliche Publikationen, unter denen sein mehrbändiges Lehrbuch Der Felsbau hervorzuheben ist. Er war langjähriger Herausgeber der Zeitschrift Geologie und Bauwesen, deren Redaktion er von Josef Stini nach dessen Tod übernahm.
Die Wertschätzung, die Müller national und international genoss, drückte sich in zahlreichen Ehrungen aus. Die Montanistische Hochschule Leoben verlieh ihm 1965 den Dr. mont. h. c., die Society for Mining, Metallurgy, and Exploration (SME) zeichnete ihn 1971 mit dem Rock Mechanics Award aus, dem 1972 das Goldene Verdienstzeichen des Landes Salzburg folgte. 1974 wurde er zum auswärtigen korrespondierenden Mitglied der mathematisch-physikalischen Sektion der Universität Bologna ernannt und bekam 1983 die Carl-Friedrich-Gauß-Medaille der Braunschweigischen Wissenschaftlichen Gesellschaft und wurde gleichzeitig korrespondierendes Mitglied der Klasse für Bauwissenschaften dieser Gesellschaft. 1984 wurde ihm durch die International Association for Engineering Geology and the environment (IAEG) die Hans-Cloos-Medaille überreicht, und ein Jahr später wurde er Ehrenmitglied der mathematisch-naturwissenschaftlichen Klasse der Österreichischen Akademie der Wissenschaften (ÖAW). 1985 ernannte ihn die Stadt Salzburg zum Ehrenbürger und die Geologische Bundesanstalt (GBA) in Wien ehrte ihn durch die Überreichung der Wilhelm-Ritter-von-Haidinger-Medaille. In seinem Todesjahr wurden ihm noch die Johann Joseph Ritter von Prechtl-Medaille durch die Technische Universität Wien und der Ring des Landes Salzburg verliehen.